# جغرافیای ساحلی
جغرافیای ساحلی یا جغرافیای کرانه‌ای (به انگلیسی: Coastal geography) دانش مطالعه رابطه و تأثیر متقابل اقیانوس و ساحل است. جغرافیای ساحلی هم مطالعات جغرافیای طبیعی (مانند زمین‌شناسی و ژئومورفولوژی ساحلی و اقیانوس‌نگاری) و هم مطالعات جغرافیای انسانی در سواحل را شامل می‌شود. این علم فرایندهای هوازدگی سواحل، به ویژه عمل امواج، جابجایی رسوبات و نیز اثر فعالیت‌های انسانی بر روی سواحل را بررسی می‌کند.